# Autobahnkreuz Schwerin
Das Autobahnkreuz Schwerin (Abkürzung: AK Schwerin; Kurzform: Kreuz Schwerin) ist ein Autobahnkreuz in Mecklenburg-Vorpommern am Rande der Metropolregion Hamburg. Es verbindet das nördliche Teilstück der Bundesautobahn 14 (Wismar – Schwerin – Karstädt) mit der Bundesautobahn 24 (Hamburg – Berlin; Europastraße 26).

## Geografie
Das Autobahnkreuz liegt auf dem Gemeindegebiet von Wöbbelin im Landkreis Ludwigslust-Parchim. Die umliegenden Städte und Gemeinden sind Neustadt-Glewe, Rastow und Banzkow. Die nächstgelegenen Ortsteile sind Fahrbinde auf Rastower Seite, Goldenstädt auf Banzkower Seite, Dreenkrögen auf Wöbbeliner Gebiet und Tuckhude auf dem Gebiet von Neustadt-Glewe. Es befindet sich etwa 150 km nördlich von Magdeburg, etwa 100 km östlich von Hamburg und etwa 170 km nordwestlich von Berlin.
Namensgebend war Schwerin, die Landeshauptstadt Mecklenburg-Vorpommerns, die sich rund 25 km nordwestlich des Kreuzes befindet.
Das Autobahnkreuz Schwerin trägt auf der A 14 keine Anschlussstellennummer, auf der A 24 die Nummer 13. Bevor 2006 die Autobahn Wismar-Schwerin zur A 14 umgewidmet wurde, trug das Dreieck am Ende der damaligen A 241 die Anschlussstellennummer 7.

## Geschichte
Das Dreieck Schwerin besteht seit 1984, als die spätere A 241, die jetzige A 14, in Richtung Schwerin gebaut wurde. Am 21. Dezember 2009 wurde das letzte Teilstück der nördlichen A 14 zwischen Schwerin und Wismar dem Verkehr übergeben.
Mit dem Weiterbau der A 14 nach Süden wurde der Ausbau des Dreiecks Schwerin zum Autobahnkreuz notwendig. Am 1. November 2012 erfolgte der offizielle Baustart der Verlängerung der A 14 bis zur neuen Anschlussstelle Grabow an der Bundesstraße 5.
Am 26. Juni 2015 wurde das Autobahnkreuz Schwerin nach etwa zweijähriger Umbauzeit für den Verkehr freigegeben. Der südliche Ast der A 14 in Richtung Magdeburg wurde am 21. Dezember 2015 freigegeben.

## Bauform und Ausbauzustand
Beide Autobahnen sind in diesem Bereich vierstreifig ausgebaut. Alle Verbindungsrampen sind einspurig ausgeführt.
Das ehemalige Autobahndreieck wurde als linksgeführte Trompete mit zweispurigen Verbindungsrampen angelegt. Nach dem Umbau ist das Kreuz als Kleeblatt ausgeführt.

## Verkehrsaufkommen
Das (zum Zeitpunkt der Messung noch) Dreieck wurde 2015 täglich von etwa 34.000 Fahrzeugen befahren.
| Von                    | Nach                     | Durchschnittliche tägliche Verkehrsstärke | Anteil Schwerlastverkehr |
| ---------------------- | ------------------------ | ----------------------------------------- | ------------------------ |
| AS Schwerin-Ost (A 14) | AK Schwerin              | 8.400                                     | 9,7 %                    |
| AK Schwerin            | AS Ludwigslust           | keine Daten                               | keine Daten              |
| AS Wöbbelin (A 24)     | AK Schwerin              | 30.000                                    | 17,4 %                   |
| AK Schwerin            | AS Neustadt-Glewe (A 24) | 29.600                                    | 16,0 %                   |